# 抗拒不能
抗拒不能 (こうきょふのう、英: inability to resist) とは、物理的または心理的に抵抗することが著しく困難な状態を意味する法用語。
主に性犯罪に対して用いられる。

## 概要
抗拒不能とは、精神障害や泥酔状態などの心神喪失を除く、物理的または心理的に抵抗することが著しく困難な状態を指す。例えば、手足を縛られている、高度の恐怖、驚愕に陥っているなどである。この用語は主に性犯罪に対して用いられ、それ以外の場面ではほとんど使われない。2023年7月まで存在した日本の刑法178条の準強制わいせつ及び準強制性交等罪（現在の不同意わいせつ及び不同意性交罪に相当）の条文に記載されていた。
旧刑法176〜178条に記載されている条文は以下の通りである。
以上の条文の通り、相手が心神喪失の場合も含め、抗拒不能の状態でわいせつな行為または性交等を行った場合には、準強制わいせつ及び準強制性交罪が成立していた。